# The Very End
The Very End ist eine deutsche Thrash/Melodic-Death-Metal-Band aus Essen. Die Band wurde im Jahre 2004 gegründet und steht bei SPV unter Vertrag. Die Diskografie der Band umfasst vier Studioalben.

## Geschichte
Die Band wurde im Jahre 2004 durch den Gitarristen René Bogdanski und den Schlagzeuger Lars Janosch gegründet. Komplettiert wurde die Besetzung durch den Sänger Björn Gooßes, den Gitarristen Volker Rummel sowie den Bassisten Marc Beste. Die Musiker haben zuvor schon Erfahrungen in anderen Bands gesammelt. So ist Gooßes u. a. bei Night in Gales aktiv, während Bogdanski bei Ninnghizhidda spielte.
Im Jahre 2005 veröffentlichte die Band ihr erstes Demo 2k5, welches vom Musikmagazin Legacy als „Tipp des Monats“ ausgezeichnet wurde. The Very End spielten ihr erstes Konzert in Essen als Vorgruppe für die Apokalyptischen Reiter. Im folgenden Jahr spielte die Band Konzerte mit Bands wie Exodus, Pro-Pain und Undertow. 2007 erschien das zweite Demo Soundtrack for Your Funeral, welches vom Magazin Metal Hammer als „Demo des Monats“ ausgezeichnet wurde.
Bei der Suche nach einer Plattenfirma wurden die Musiker von dem Onlineportal Derwesten.de begleitet, die eine dreiteilige Videoreportage veröffentlichten. The Very End wurden schließlich von Dockyard 1 unter Vertrag genommen, die im Herbst 2008 das Debütalbum Vs. Life veröffentlichten. Das selbst produzierte und von Dan Swanö gemasterte Album erhielt gute Kritiken und ermöglichte der Band Konzerte im Vorprogramm von Sepultura, Napalm Death oder Rage. 2009 trennten sich The Very End von Dockyard 1, da die Musiker nicht mit der Arbeit der Plattenfirma zufrieden waren.
Im Jahre 2010 nahm die Band auf eigene Faust das zweite Studioalbum Mercy & Misery auf. Das von den Musikern selbst finanzierte und von Waldemar Sorychta produzierte Album wurde im Januar 2011 von SPV veröffentlicht. Nach Beendigung der Aufnahmen verließ Gründungsmitglied Lars Janosch die Band und wurde durch Daniel Zeman ersetzt, der auch in der Band Enemy of the Sun aktiv ist. Später verließ auch Volker Rummel die Band und wurde durch Alex Bartkowski ersetzt. Im November 2012 erschien das dritte Studioalbum Turn Off the World.

## Diskografie

### Alben
- 2008: Vs. Life
- 2011: Mercy & Misery
- 2012: Turn Off the World
- 2021: Zeitgeist

### Demos
- 2005: 2k5
- 2007: Soundcheck for Your Funeral